# Symfonieorkest van Helsinki
Het Symfonieorkest van Helsinki is een voormalig symfonieorkest uit de Finse hoofdstad dat maar kort heeft bestaan.
Het werd opgericht in 1912 door de gemeente Helsinki om een tegenwicht te vormen voor het Filharmonisch Orkest van Helsinki. De eerste en enige chef-dirigent was Georg Schnéevoigt. Het orkest bestond voornamelijk uit buitenlandse musici.
In 1914, onder meer door de Eerste Wereldoorlog, kwam het orkest al in moeilijkheden en moest het fuseren met zijn tegenhanger.